# Cyathea ramispinoides
Cyathea ramispinoides är en ormbunkeart som beskrevs av Masahiro Kato. Cyathea ramispinoides ingår i släktet Cyathea och familjen Cyatheaceae. Inga underarter finns listade.